# Kysta
Kysta este o comună slovacă, aflată în districtul Trebišov din regiunea Košice. Localitatea se află la altitudinea de 130 m deasupra n.m., se întinde pe o suprafață de 8,15 km2 și în 2017 număra 382 de locuitori.

## Istoric
Localitatea Kysta este atestată documentar din 1272.

## Demografie
| An:                | 1994 | 2004   | 2014   | 2024   |
| ------------------ | ---- | ------ | ------ | ------ |
| Număr de persoane: | 412  | 406    | 374    | 402    |
| Diferență:         |      | −1,45% | −7,88% | +7,48% |

| An:                | 2023 | 2024   |
| ------------------ | ---- | ------ |
| Număr de persoane: | 395  | 402    |
| Diferență:         |      | +1,77% |